# Catalina de Cristo

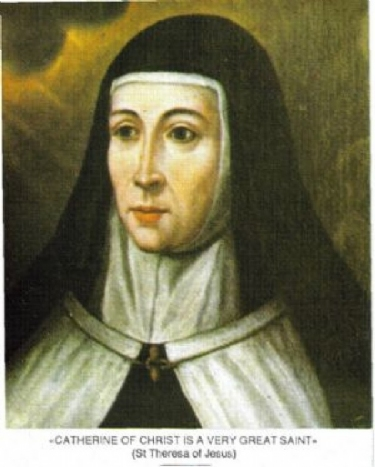

Catalina de Cristo (Catalina de Balmaseda y San Martin, Katarzyna od Chrystusa) (ur. 28 października 1544, zm. 3 stycznia 1594) - karmelitanka, Służebnica Boża Kościoła katolickiego.

## Życiorys
Urodziła się w szlacheckiej rodzinie. Była trzecim z czworga dzieci swoich rodziców, a jej krewną była św. Teresa z Ávili. Gdy w dniu 5 października 1571 roku w czasie trwania epidemii zmarła jej siostra, wstąpiła do klasztoru Medina del Campo. Zmarła w opinii świętości. Trwa jej proces beatyfikacyjny.